# Дервиз, Дмитрий Григорьевич
Дмитрий Григорьевич фон Дервиз (8 (20) декабря 1829 — 28 марта [10 апреля] 1916, Санкт-Петербург) — сенатор, член Государственного совета, действительный тайный советник. Один из авторов Судебной реформы 1864 года.

## Биография
Родился 8 (20) декабря 1829 года в семье Григория Ивановича фон Дервиза (1797—1855), служившего директором Гатчинского сиротского института.
После окончания училища правоведения, 15 мая 1850 года поступил на службу в департамент Министерства юстиции. В 1856 назначен исполняющим должность помощника юрисконсульта консультации, учрежденной при Министерстве юстиции, в 1857 — редактором отделения департамента. В 1858 вышел в отставку, но в марте 1860 был снова принят на службу и назначен обер-секретарем 4-го департамента Сената, а в ноябре 1860 — старшим юрисконсультом консультации при Министерстве юстиции (пробыл на этом посту до 1864).
В 1864 году Дервизу была поручена спешная и обширная работа по редактированию замечаний, составлявшихся министерством для Госсовета по проекту судебных реформ, затем на него было возложено рассмотрение проекта положения об устройстве нотариальной части и составление по нему заключения. В ходе начавшейся реформы деятельно работал над введением новых судебных уставов и общему преобразованию судебной части в империи.
В 1865—1866 гг. — член от Министерства юстиции во Временном комитете при Святейшем синоде для рассмотрения записки обер-прокурора Синода об изменении пределов церковной юрисдикции в связи с судебной реформой. Благодаря активному противодействию Дервиза проект, предусматривавший лишение гражданских прав в случае отлучения от церкви, был отклонен.
13 апреля 1866 года был назначен обер-прокурором образованного Гражданского кассационного департамента Сената; 22 апреля был также включен в состав комиссии для рассмотрения проекта форм годовых отчетов новых судебных мест, прокурорского надзора, а в 1868 вошёл в комиссию по разработке вопроса об обеспечении обязательств и договоров ипотечным порядком. В 1870 некоторое время был обер-прокурором общего собрания кассационных департаментов Сената и руководил деятельностью этого нового органа.
Когда на смену либеральному министру юстиции Д. Н. Замятнину пришёл граф К. И. Пален, а правительство после покушения в 1866 террориста Каракозова на императора Александра II, начало проводить более реакционную политику, Дервиз, пытавшийся сохранить достижения реформы 1864 года, вступил в конфликт с новым министром: он написал Палену смелое и откровенное письмо, в результате чего был немедленно уволен в отставку (сентябрь 1870).
После отставки Палена новый министр юстиции доложил Александру II о письме Дервиза, и император распорядился назначить его, 1 января 1881 года, сенатором с производством в тайные советники. Присутствовал последовательно в гражданском кассационном департаменте, в соединённом присутствии кассационных департаментов и 1-го департамента, в 1-м департаменте.
1 января 1884 года был назначен членом Государственного совета, с оставлением в должности сенатора и повелением присутствовать в департаменте законов.
В феврале 1885 назначен членом комиссии по пересмотру устава Опекунского совета и положений о Собственной Е. И. В. канцелярии по учреждениям императрицы Марии; 25 мая назначен членом комиссии для рассмотрения результатов ревизии оборотов Главного общества российских железных дорог с 1868 по 1882. 11 мая 1894 года вошёл в состав особой комиссии при Госсовете для предварительного обсуждения представления министра юстиции по преобразованию межевой части. 12 апреля 1895 назначен в состав особой комиссии при Госсовете для предварительного обсуждения представлений министров юстиции и финансов по проекту устава о векселях. Также работал в комиссиях по проекту нового уголовного уложения, проекта о раздельном жительстве супругов и пересмотру действующих учреждений Правительствующего Сената.
В 1902 году был произведён в действительные тайные советники. В реформированном Государственном совете до января 1908 состоял присутствующим членом. В последние годы жизни часто болел и подолгу жил за границей, но оставался сенатором и неприсутствующим членом Госсовета.
Увлекался живописью, в своём особняке собрал коллекцию работ русских и итальянских мастеров. В 1895 г. его портрет написал Валентин Серов.
Умер 28 марта (10 апреля) 1916 года. Похоронен на кладбище Воскресенского Новодевичьего монастыря в Петрограде.

## Награды
- орден Святой Анны 2-й ст. (1861)
- орден Святого Владимира 3-й ст. (1865)
- орден Святого Станислава 1-й ст. (1868)
- орден Святой Анны 1-й ст. (1883)
- орден Святого Владимира 2-й ст. (1887)
- орден Белого Орла (1891)
- орден Святого Александра Невского (1896)

## Семья
1-я жена: дочь титулярного советника Стефанида Андреевна Ларионова (7.05.1834 — 6.08.1875, Санкт-Петербург). Их дети:
- Варвара (22.02.1858—1943); её, муж — полковник Дмитрий Фёдорович Руднев (1849—1894); их дочь — известный музыкальный педагог С. Д. Руднева
- Владимир (09.05.1859 — 13.04.1937) — художник. Женат на Надежде Яковлевне Симонович (1866—1907); их дочери — художница М. В. Фаворская (1887—1959) и пианистка Е. В. Дервиз (1889—1975)
- Борис (13.07.1860—?) — чиновник, умер холостым
- Георгий (07.11.1862—02.12.1893) — офицер, покончил с собой
- Лев (13.02.1865—?) — юрист: в 1899 году женился на дочери вдовы Марии Владимировне Кочкиной, а в 1907 году — на учительнице Софье Васильевне Семёновой, от которой 10 декабря 1908 года родилась дочь Галина
- Валериан (22.02.1870—1917) — математик, случайно погиб во время боев в Москве в октябре 1917 года. Его жена, Аделаида Яковлевна Симонович, — на картине В. А. Серова 1889 года, находящейся в Русском музее. Таким образом, две двоюродные сестры Серова были замужем за двумя сыновьями Дервиза. Серов написал портреты своих кузин, их мужей и детей, а также самого Дмитрия Григорьевича (однако этот портрет утерян)[сомнительно].
- Александр (27.08.1873—1929) — надворный советник; в 1904 году женился на Юлии Фёдоровне Грацилевской — их дети: Михаил, Константин, Елена, Лев.

2-я жена (1905): София Жозефина (София Викторовна) Эбер (?—1915)
- Портреты Дервизов кисти В. А. Серова
- Владимир Дмитриевич Дервиз на скамье, 1892-3
- Надежда Яковлевна Дервиз с ребёнком, 1889
- Елена Владимировна Дервиз, 1892
- Аделаида Симонович, 1889